# Damian Lillard
Damian Lamonte Ollie Lillard Sr. (Oakland, 15 luglio 1990) è un cestista e rapper statunitense, di ruolo playmaker, professionista nella NBA con i Portland Trail Blazers.
È considerato come uno dei migliori giocatori della sua generazione e uno dei più performanti nelle fasi finali delle partite. È il terzo miglior giocatore della storia per partite da 60 punti (5), secondo solo a Kobe Bryant (6) e a Wilt Chamberlain (32). È uno dei pochi giocatori insieme a Larry Bird, Craig Hodges, Peja Stojakovic, Mark Price e Jason Kapono ad aver vinto 2 volte di fila l'NBA Three-point Shootout.

## Biografia
Il 28 marzo 2018, in concomitanza con la sfida contro i New Orleans Pelicans (in cui ha segnato 41 punti), ha avuto un figlio, chiamato Damian Jr., dalla compagna Kay'La Hanson, sua fidanzata dai tempi del college.
Ai tempi del college, appena uscito da un allenamento, tre rapinatori lo assalirono: Lillard ne atterrò due, ma il terzo gli puntò la pistola alla tempia e il giocatore si dovette arrendere.

## Caratteristiche tecniche
Il suo soprannome "Dame Time" deriva dalle numerose triple decisive segnate negli attimi finali delle partite che sono diventate un vero e proprio marchio di fabbrica di Lillard. Giocatore dotato di grande personalità e professionalità, di ruolo playmaker, è molto forte nella metà campo offensiva con ottime conclusioni sia dalla media distanza che da 3 punti, talvolta anche da lunghe distanze, caratteristica che gli è valsa il soprannome di "Logo Lillard". È invece debole nella metà campo difensiva.

## Carriera

### Primi studi
Durante il suo secondo anno, Lillard si trasferì al St. Joseph Notre Dame High School ad Alameda, in California, una scuola privata dalla quale era uscito anche l'ex play NBA Jason Kidd, ma entro la fine dell'anno dovette trasferirsi di nuovo a causa del suo scarso impiego nella squadra. Decise di iscriversi all'Oakland High School dove trovò coach Orlando Watkins che lo promosse in pianta stabile in prima squadra.
Al suo primo anno nella nuova High School concluse la stagione con una media di 19,4 punti a partita, mentre il suo secondo anno si concluse con 22,4 punti e 5,2 assist a partita ed Oakland terminò la stagione con un record di 23 vittorie e 9 sconfitte. Nonostante il suo buon anno Lillard venne valutato in prospettiva solo con due stelle (su cinque) da Rivals.com. Terminati i due anni, Lillard decise di accettare la borsa di studio offertagli dalla Weber State University, un'università con sede a Ogden, nello Stato dello Utah.

### Gli anni a WSU
Nel suo anno da freshman Lillard chiuse la stagione con una media di 11,5 punti, che gli valse il titolo di "Freshman of the Year" e la nomina nel first-team della Big Sky Conference. Fu il secondo a riuscirci dopo Rodney Stuckey nel 2006, quando giocava per la Eastern Washington University.
Durante il suo anno da sophomore, Lillard incrementò la sua media realizzativa a 19,9 punti a partita e trascinò la Weber State nella conquista del titolo di Conference. Al termine della stagione Lillard venne nominato "Big Sky Player of the Year".
Anche l'anno successivo Lillard ebbe subito un buon inizio, ma la sua stagione si interruppe dopo sole 10 partite a causa di un infortunio al piede. Riuscì comunque a dare una mano alla sua squadra segnando 19,7 punti a partita.
Al suo quarto e ultimo anno, Lillard concluse la stagione con 24,5 punti (secondo assoluto in NCAA alle spalle di Reggie Hamilton di Oakland University), 5 rimbalzi e 4 assist di media a partita. Nello stesso anno portò il suo career-high universitario a 41 punti nella vittoria, dopo due overtime, per 91-89 contro San Jose State University. Nella stessa partita segnò il canestro da tre punti decisivo allo scadere. Al termine della stagione, venne nominato per la terza volta nel first-team della Big Sky Conference e ricevette per la seconda volta il premio di "Big Sky Player of the Year".
Tutto ciò lo fece vedere agli occhi degli esperti come il più promettente play dell'intera nazione e lo stesso Lillard prende la decisione di rendersi eleggibile al Draft NBA 2012. Conclude così la sua carriera universitaria come secondo miglior marcatore della storia della Weber State con 1934 punti e come quinto assoluto della Big Sky Conference.

### NBA

#### Portland Trail Blazers (2012-2023)

##### 2012-2013: l'arrivo nella NBA e il Rookie of the Year

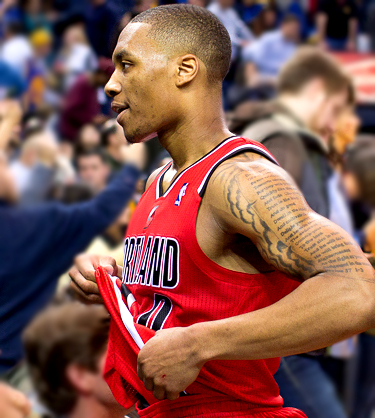
Lillard durante l'anno da rookie

Lillard viene scelto dai Portland Trail Blazers come sesta scelta assoluta nel primo giro del Draft NBA del 2012. Il 13 luglio 2012 firma il suo contratto da rookie con i Trail Blazers e prende parte alla NBA Summer League concludendola con medie di 26,5 punti, 4 rimbalzi e 5,3 assist. Ha scelto poi d'indossare la maglia numero 0 perché rappresenta la lettera "O" oltre che la sua crescita (è l'iniziale di Oakland e Ogden, città in cui è cresciuto, e di Oregon). Il 31 ottobre 2012 fa il suo debutto in NBA contro i Los Angeles Lakers mettendo a referto 23 punti e 11 assist diventando, dopo Oscar Robertson e Isiah Thomas, il terzo giocatore nella storia della NBA con almeno 20 punti e 10 assist al debutto.
Prende parte al NBA All-Star Weekend partecipando al Rising Stars Challenge e vincendo il Taco Bell Skills Challenge. Il 10 aprile 2013 mette a segno il suo season-high di 38 punti, sempre contro i Lakers. In seguito, Lillard viene nominato Western Conference Rookie of the Month per il mese di aprile; lo stesso premio lo ha vinto 6 volte su 6 in stagione.
Conclude la sua prima stagione NBA con 19 punti, 6,5 assist e 3,1 rimbalzi a partita e ottiene il record del maggior numero di canestri da tre (185) realizzati da un rookie in una stagione, diventando subito un leader della squadra. Inoltre si unisce a Oscar Robertson e Allen Iverson come terzo rookie nella storia della NBA a far registrare 1500 punti e 500 assist in una stagione. Eguaglia anche il record di Clyde Drexler come secondo giocatore nella storia dei Trail Blazers a far registrare 1500 punti e 500 assist in una stagione.
Le ottime prestazioni gli valsero la vittoria del Rookie of the Year Award, quarto a riuscirci all'unanimità dopo Blake Griffin nel 2011, David Robinson nel 1990 e Ralph Sampson nel 1984.

##### 2013-2014: il primo All-Star Game e l'approdo ai play-off
Il 7 gennaio 2014, Lillard mette a segno il suo season-high con 41 punti nella sconfitta contro i Sacramento Kings, di cui 26 punti segnati nel quarto quarto. Questo fatto gli consegna il record di franchigia per il maggior numero di punti segnati in un solo quarto.

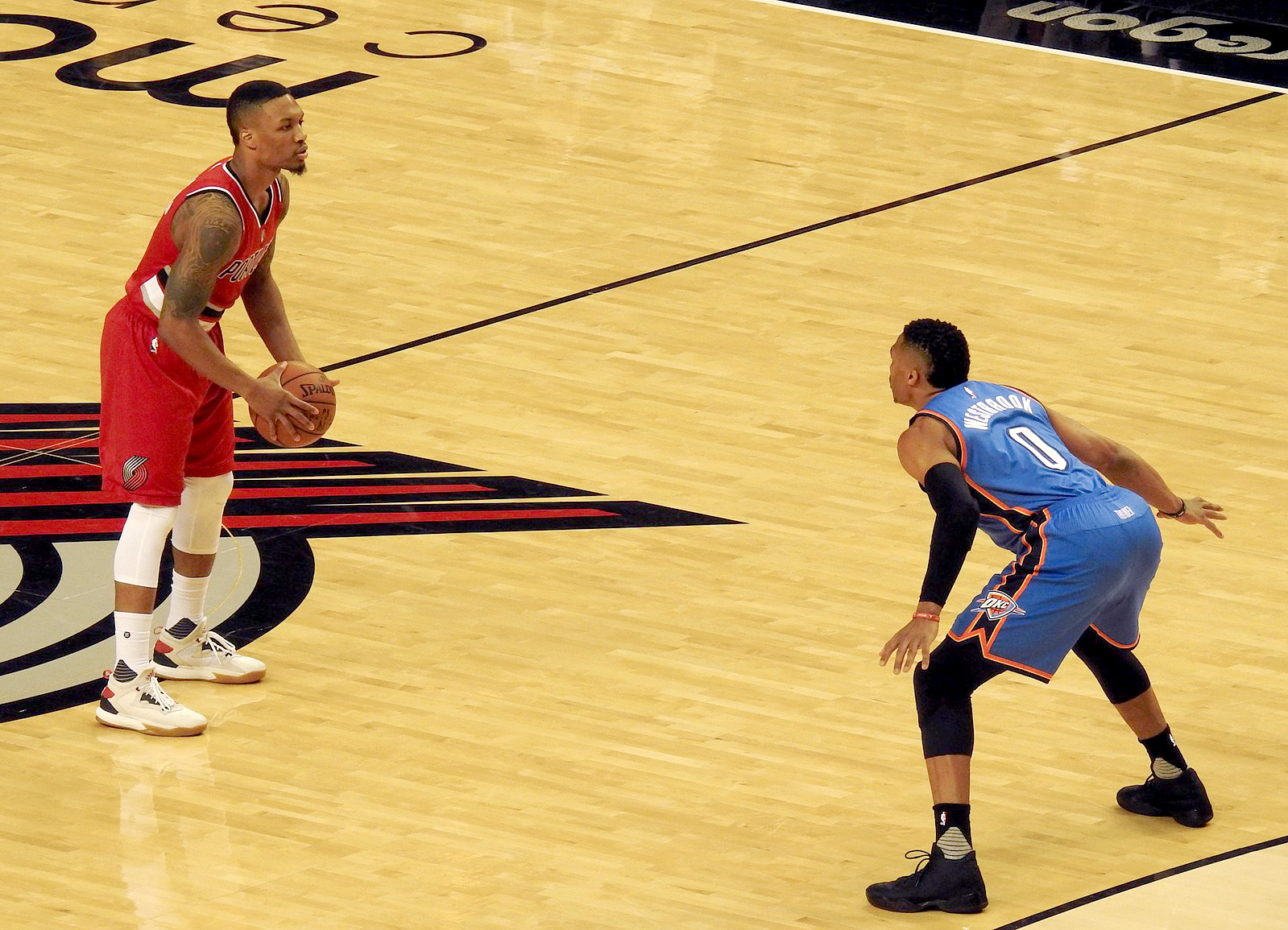
Contro Russell Westbrook.

Nello stesso anno, viene votato dagli allenatori NBA per partecipare all'All-Star Game. In quell'edizione Lillard diventerà il primo giocatore della storia a partecipare a cinque eventi dell'All-Star Weekend: il Rising Stars Challenge il venerdì, lo Skills Challenge (dove arriva primo insieme alla guardia di Utah Trey Burke), il Three-Point Shootout e lo Slam Dunk Contest il sabato e l'All-Star Game la domenica.
Lillard chiude la stagione con 20,7 punti, 5,6 assist e 3,5 rimbalzi e contribuisce a portare Portland al quinto posto nella Western Conference, con un record di 54-28. Portland si ritrova così nei Playoff e nel primo turno si ritrova ad affrontare gli Houston Rockets.
Il 20 aprile 2014, nella vittoria contro Houston, mette a referto 31 punti e 5 assist, diventando così il primo giocatore nella storia della NBA a mettere a segno più di 30 punti al debutto nei Playoff. Il 2 maggio 2014, in gara 6 della serie con i Rockets, Lillard realizza, sulla sirena, il tiro da tre della vittoria di Portland segnando il definitivo 99-98, facendo così terminare la serie e portando i Trail Blazers al secondo turno. Portland vince così la serie contro Houston 4-2 e ritorna al secondo turno di Playoff dopo 14 anni. Questo evento aggiunge un altro record alla carriera di Lillard, risulta infatti il quarto giocatore nella storia della NBA ad aver realizzato un buzzer-beater per risolvere una serie di Playoff dopo Ralph Sampson, Michael Jordan e John Stockton.
Le speranze di Portland terminano però al secondo turno, dove la squadra dell'Oregon si ritrova contro i San Antonio Spurs futuri campioni. Lillard chiude la sua prima esperienza nei play-off con 22,9 punti, 6,5 assist e 5,1 rimbalzi per partita. Il 4 giugno viene nominato per la prima volta nell'All-NBA Third Team.

##### 2014-2017
Per la terza stagione consecutiva gioca tutte le 82 partite della regular season. Ha stabilito il record per il maggior numero di triple segnate nelle prime tre stagioni di un giocatore. Il 19 dicembre 2014, ha segnato 43 punti vincendo con una tripla allo scadere 129-119 contro i San Antonio Spurs. Quattro giorni dopo, realizza 40 punti contro gli Oklahoma City Thunder. L'8 febbraio 2015, Lillard è stato selezionato come sostituto per l'infortunato Blake Griffin all'All-Star Game (dopo che poco tempo prima aveva manifestato il suo disappunto per non essere stato chiamato). Il 4 marzo 2015, Lillard ha registrato il proprio career-high in rimbalzi, prendendone 18 nella vittoria 98-93 sui Los Angeles Clippers. I Trail Blazers hanno concluso la stagione regolare al quarto posto della Western Conference con un record di 51-31. Hanno affrontato i Memphis Grizzlies nel primo turno dei playoff, perdendo la serie in cinque partite, in cui Lillard ha tirato con 16% da 3 durante la serie, realizzando solo 5 tentativi su 31 dall'arco.
Il 9 luglio 2015 ha firmato un prolungamento del contratto a 120 milioni in 5 anni, in maglia Blazers.
Il 28 ottobre 2015 ha fatto registrare 21 punti e 11 assist vincendo la partita di apertura stagionale (107-92) contro i New Orleans Pelicans; la sua unica tripla realizzata è stata la sua 600ª in carriera, diventando così il giocatore NBA più veloce della storia a raggiungere il traguardo in 247 partite, oltre a essere diventato il secondo giocatore di Portland ad avere raggiunto più velocemente il traguardo dei 1500 assist dopo Terry Porter (che lo ha raggiunto dopo 215 gare nel 1987-1988).
Il 21 dicembre salta la sua prima partita della sua carriera a causa di una fascite plantare al piede sinistro, mettendo fine alla sua serie di 275 partite consecutive. L'8 gennaio, ha segnato 40 punti, non abbastanza per sconfiggere i Golden State Warriors. Il 19 febbraio, ha messo a referto 51 punti, riuscendo stavolta a vincere per 137-105 contro Golden State. Due giorni dopo, ha segnato 30 punti contro gli Utah Jazz, diventando il primo Blazer a segnare almeno 30 punti in quattro partite consecutive, da quando Clyde Drexler compí l'impresa nel 1991. Ha esteso quella serie a cinque nella partita seguente contro i Brooklyn Nets. Durante le sue prime 300 partite in NBA, Lillard ha tenuto una media di 21,2 punti e 6,2 assist a partita. Solo quattro altri giocatori nella storia della NBA hanno segnato almeno 21 punti e 6 assist nelle prime 300 partite: Oscar Robertson (30,2 e 10,3), Nate Archibald (24,5 e 8,4), LeBron James (26,7 e 6,4) e Dwyane Wade (24,0 e 6,4). Il 4 marzo, ha giocato la sua seconda partita da 50 punti della stagione contro i Toronto Raptors.
Nel finale di stagione, il 13 aprile nel successo per 107-99 contro i Denver Nuggets, ha centrato la sua 827ª tripla in carriera, superando il record di franchigia di 826 di Wesley Matthews ed è diventato il terzo Blazer a tenere oltre 25 punti in stagione, unendosi a Drexler e Kiki Vandeweghe. A fine anno tiene di media 25,1 punti, 6,8 assist e 4 rimbalzi, venendo inserito per la prima volta nell'All-NBA Second Team.
Dopo aver sconfitto i Los Angeles Clippers al primo turno dei playoff, i Blazers si sono trovati ad affrontare i Golden State Warriors nel secondo round, dominatori della stagione regolare con il miglior record W/L della storia (73-9). In Game 3 Lillard ha contribuito nell'unica vittoria della serie con 40 punti e 10 assist, portando la serie a 2-1 in favore degli Warriors. Non bastano i suoi 36 punti e 10 assist per vincere gara 4. In questi playoff mantiene una media di 26.5 punti e 6.3 assist. Portland perderà la serie in 5 partite.
Nella gara di apertura della stagione il 25 ottobre fa registrare 39 punti, 9 rimbalzi e 6 assist vincendo 113-104 contro Utah. Quattro giorni dopo, ha segnato 37 punti, infilando un floater con meno di un secondo rimasto su cronometro, mandando la partita all'overtime, vinta poi dai Blazers 115-113 sui Denver Nuggets. Lillard ha accumulato 695 punti nelle prime 25 partite della stagione dei Blazers, superando il precedente record di 681 di Drexler nel 1988. Ha saltato cinque partite tra il 26 dicembre e il 4 gennaio dopo essersi slogato la caviglia contro San Antonio il 23 dicembre. Il 28 gennaio contro Golden State, ha raggiunto 8.000 punti carriera, unendosi a Michael Jordan e LeBron James come gli unici tre giocatori a raggiungere 8.000 punti e 2.000 assist nelle loro prime cinque stagioni.
Il 19 marzo ha segnato 49 punti, vincendo contro gli Heat e migliorando il record in carriera con nove triple realizzate. L'8 aprile 2017 ha segnato un record di franchigia e career-high personale (poi battuto da lui) di 59 punti nella vittoria 101-86 sui Jazz, Inoltre ha superato il record di Clyde Drexler e Kiki Vandeweghe per partite in cui (un giocatore dei Trail Blazers) ha segnato 30 o più punti (ovvero 26).
Dopo la pausa All-Star, nonostante un problema alla caviglia, Lillard ha aiutato i Trail Blazers ad ottenere un 18-8 di fine stagione, guadagnandosi l'ottavo posto nella Western Conference con un record di 41-41. Hanno affrontato i Golden State Warriors per il secondo anno consecutivo al primo round dei playoffs; nella serie i Blazers subirono uno sweep 4-0, nonostante Lillard mantenne nella serie una media di 27,8 punti, 4,5 rimbalzi, 3,3 assist e 1,3 palle rubate a partita, tirando col 43% dal campo, col 28% da dietro l'arco e col 96% dalla linea di tiro libero. Il 2 maggio 2017, gli è stato assegnato il Magic Johnson Award per la stagione 2016-17, che onora il giocatore che meglio combina l'eccellenza sul campo da basket con la collaborazione e la dignità nel rapporto con i media e il pubblico.

##### 2017-2018

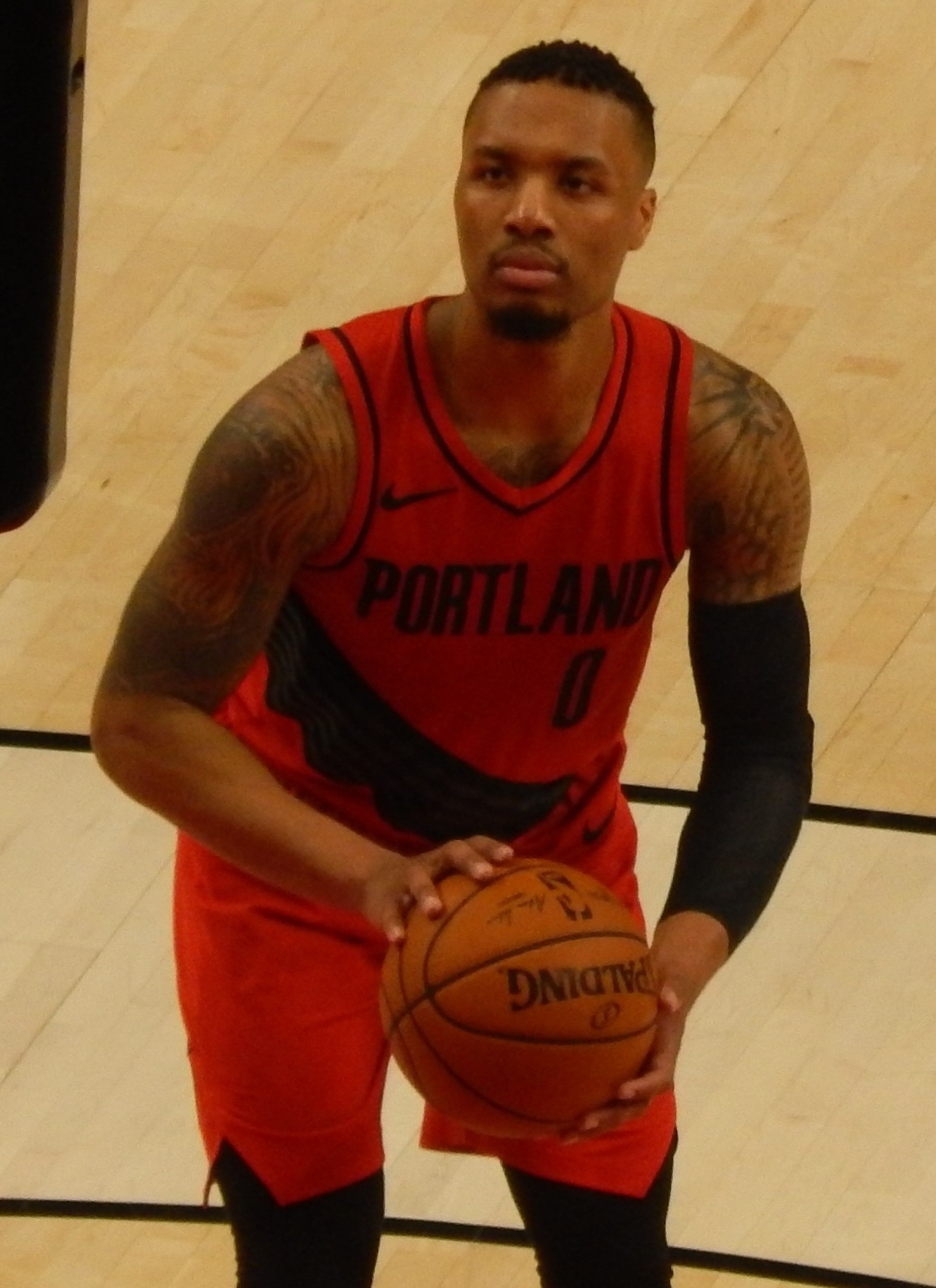
Lillard nel marzo 2018

Il 9 dicembre pareggia il record di franchigia con nove triple, segnando 35 punti nella sconfitta 124-117 contro gli Houston Rockets. Lillard subisce un infortunio al bicipite femorale alla fine di dicembre che lo tiene fermo fino al 2 gennaio. Il 22 gennaio Lillard viene nominato Western Conference Player of the Week per le partite giocate dal 15 al 21 gennaio. Il giorno dopo è nominato riserva All-Star della Western Conference. Il 9 febbraio, in una vittoria per 118-100 sui Sacramento Kings, ha segnato un season-high di 50 punti in 29 minuti, la quarta partita da 50 punti della sua carriera: ha segnato 22 punti nel terzo quarto prima di sedersi per tutto l'ultimo quarto, ha tirato 16 su 26 dal campo con otto tiri da 3 punti e 10 su 10 tiri liberi. Il 14 febbraio realizza 44 punti e 8 assist vincendo 123-117 sui Warriors. Il 24 febbraio, ha realizzato un lay-up con 0,9 secondi rimasti vincendo la partita contro i Suns 106-104, concludendo con un punteggio di 40 punti. Ha mantenuto una media di 31,4 punti a febbraio, aggiudicandosi la media più alta in classifica per qualsiasi mese nella storia di Portland superando Geoff Petrie. Il 28 marzo 2018 ha segnato 41 punti in occasione della vittoria per 107-103 contro i New Orleans Pelicans. Nel finale di stagione dei Trail Blazers dell'11 aprile, ha registrato 36 punti e 10 assist in una vittoria 102-93 contro lo Utah Jazz. La vittoria ha valso ai Trail Blazers il terzo posto nei playoff con un record di 49-33.
Ha terminato la regular season con una media di 26,9 punti, quarto nella lega. Nel primo round dei playoff i Blazers hanno sfidato i Pelicans, subendo un deludente sweep in 4 partite. Lillard ha mantenuto le medie più basse in carriera ai playoff, con 18,5 punti e 4,8 assist, tirando col 35% dal campo e col 30% da tre punti.
È stato inserito nell'All-NBA First Team, diventando il terzo giocatore nella storia della franchigia a essere inserito nel primo quintetto della lega, dopo Drexler (1991-92) e Bill Walton (1977-78).

##### 2018-2019
Nella gara d'apertura della stagione segna 28 punti nel successo per 128-119 contro i Lakers del neo-arrivato LeBron James, risultando essere il migliore marcatore della squadra. Il 26 ottobre ha segnato 41 punti nella vittoria per 128-114 contro gli Orlando Magic, di cui 34 negli ultimi 2 quarti. Il 29 novembre, oltre ad aver (ri)segnato 41 punti, realizza il record di franchigia per tiri da 3 segnati mettendone 10 nel successo per 115-112 contro gli Orlando Magic. Il 28 dicembre ha segnato un canestro decisivo da 3 punti a 6,3 secondi dalla fine dell'overtime nel successo per 110-109 contro i Golden State Warriors (in cui ha segnato 21 punti). Il 16 marzo 2019 segna 24 punti nel successo per 124-110 contro i New Orleans Pelicans; con questa prestazione supera LaMarcus Aldridge diventando il secondo miglior marcatore nella storia della franchigia. Il 5 aprile 2019, in occasione della vittoria per 116-89 contro i Memphis Grizzlies, mette a referto 20 punti, 7 rimbalzi e 10 assist, diventando il secondo giocatore dei Trail Blazers dopo Clyde Drexler a mettere a referto in una stagione almeno 2.000 punti e 500 assist. L'8 aprile 2019 segna 30 punti nel successo per 115-108 contro i Denver Nuggets, e supera il suo record (che è anche quello di franchigia) di 229 triple segnate in una stagione del 2015-2016.

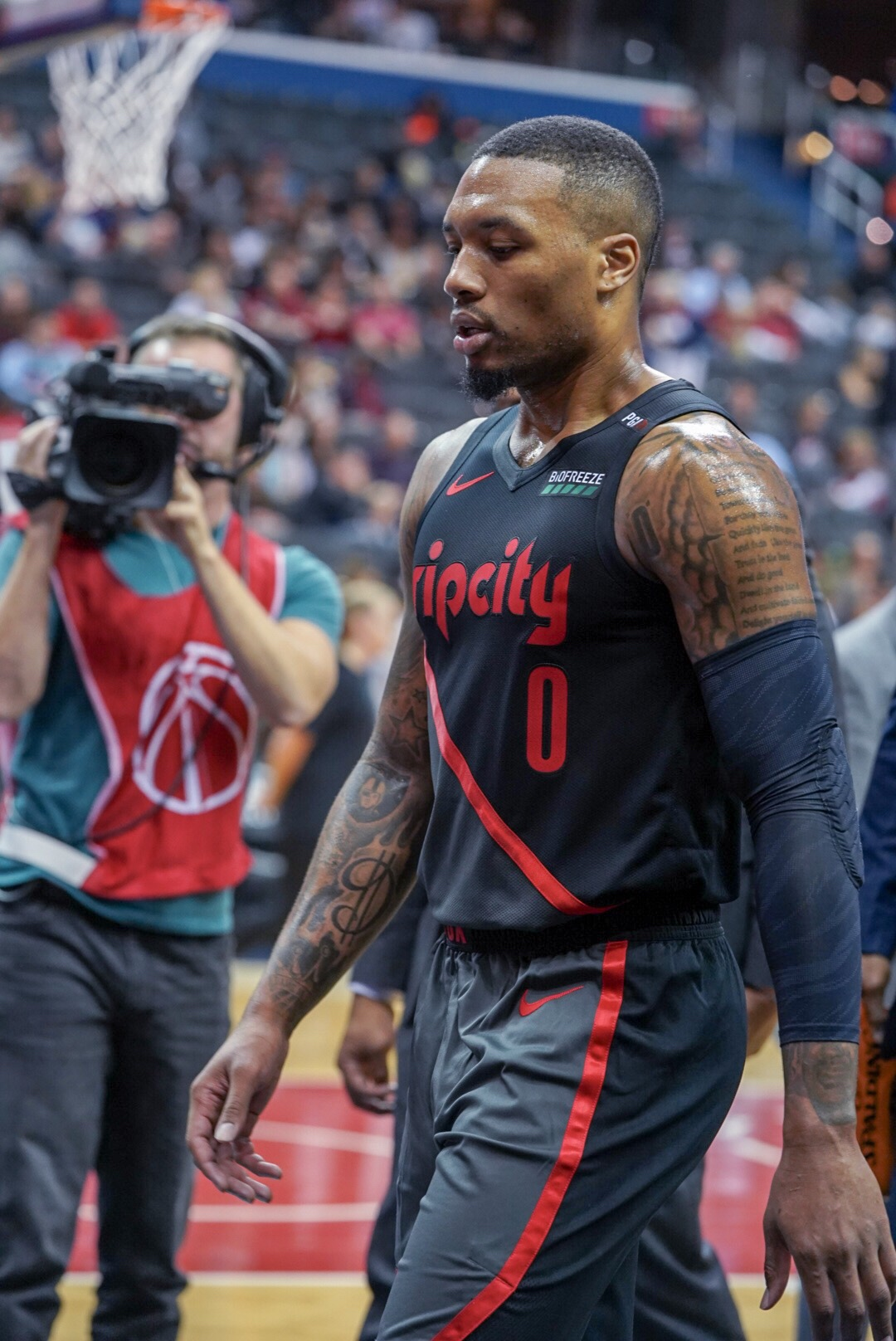
Lillard nel novembre 2018

Nei play-off disputa un'eccellente serie contro Oklahoma City Thunder di Russell Westbrook e Paul George, che vengono sconfitti in 5 gare. In gara 5 è Lillard a consegnare la vittoria a Portland, segnando un tiro da tre punti da grande distanza sulla sirena per chiudere la serie; in questa partita realizza 50 punti con 10 tiri da 3, stabilendo così il record di franchigia nei playoffs in quest'ultima statistica, mentre nella serie tiene di media 33 punti, oltre ad avere rivaleggiato con Westbrook anche dal punto di vista agonistico. In gara-1 del turno successivo contro i Denver Nuggets segna 39 punti, non sufficienti però per evitare la sconfitta della squadra per 121-113, nonostante avesse faticato al tiro da 3 punti ma segnando molto dentro l'area. Nelle gare successive fatica da dietro l'arco, in gara-3 realizza 28 punti nella gara vinta dopo 4 overtime (era dal 1953 che non si verificava questo avvenimento) per 140-137, mentre nella vittoriosa gara-6 (119-108 il punteggio finale) segna nuovamente un tiro da 3 da lunga distanza, oltre a mettere a referto 32 punti; con questa prestazione supera Clyde Drexler segnando il 15º trentello ai playoffs con Portland. In gara-7, nonostante vada vicino alla tripla doppia con 14 punti, 10 rimbalzi e 8 assist, non disputa una buona gara, ma i Blazers passano comunque il turno grazie ai 37 punti (e 9 rimbalzi) di CJ McCollum, tornando alle finali di conference dopo 19 anni di assenza. In finale di conference i Trail Blazers devono riarrendersi di fronte ai Golden State Warriors in 4 gare, nonostante la media di 22,3 punti nella serie (19, 23, 19 e 28 i punti da lui realizzati nella serie). In gara-2, inoltre, Lillard subisce un infortunio alle costole ma ciononostante gioca tutte le 4 gare contro gli Warriors.
La sua ottima stagione gli è valsa a fine anno il secondo inserimento in carriera nell'All-NBA Second Team. Oltretutto, per via del suo impegno nel sociale, gli è stato conferito il J. Walter Kennedy Citizenship Award. Il 30 giugno 2019 rinnova il suo contratto per 4 anni a 196 milioni complessivi.

##### 2019-2020
Il 9 novembre 2019 migliora il proprio record di punti (oltre che di franchigia) realizzandone 60 nella sconfitta contro i Brooklyn Nets. Il 20 gennaio 2020 migliora ulteriormente il proprio record di punti e di franchigia realizzandone 61 nella vittoria contro i Golden State Warriors. Grazie all'ottima rendimento offerto nel corso della stagione viene votato per partecipare all'All-Star Game, a cui è costretto rinunciare causa infortunio, venendo rimpiazzato da Devin Booker. Dopo la pausa per la pandemia da coronavirus, Lillard trascina Portland ai Playoff, sconfiggendo nel Play-In Game i Memphis Grizzlies di Ja Morant. Negli 8 seeding games Lillard tiene le medie di 37,6 punti, 4,3 rimbalzi e 9,6 assist, pareggiando, inoltre, il proprio record di punti nella vittoria per 134-131 contro i Dallas Mavericks. Al contempo, per quanto concerne la regular season, è stato il giocatore con la maggior media di minuti giocati a partita con 37,5. Per le sue straordinarie prestazioni, Lillard viene incluso nell'All-Seeding First Team e viene nominato Player of the Seeding Games. Al termine di una stagione da 30 punti di media, nei playoffs i Blazers incontrano i Los Angeles Lakers; la serie parte bene per Lillard e la squadra che vincono gara-1 (con 34 punti suoi) per 100-93, ma perdono le restanti 4 gare venendo eliminati; tra l'altro Lillard ha saltato l'ultima partita a causa di un infortunio al ginocchio sinistro.

##### 2020-2021
Comincia la prima partita della nuova regular season facendo fatica con il ferro, mettendo a referto 9 punti nella sconfitta contro gli Utah Jazz il 23 dicembre 2020. Il 26 dicembre, Dame segna 32 punti e serve 9 assist (compreso anche il passaggio vincente per CJ McCollum, che segna la tripla per portare Portland sopra di 2) contro gli Houston Rockets. Il 13 gennaio 2021, Dame mette a referto il primo quarantello stagionale contro i Sacramento Kings, chiudendo con 40 punti e 13 assist. Invece il 30 gennaio contro i Bulls ne mette a referto 44 con 5 rimbalzi, 9 assists e la tripla allo scadere per portare i Blazers sul +1. Il 2 febbraio Lillard mette a referto 32 punti e 8 assist nella vittoria 132-121 contro gli Washington Wizards. Nell'All-Star Game 2021 ad Atlanta, Lillard partecipa come riserva del Team LeBron chiudendo con 32 punti e 8 triple; inoltre, con una tripla da centrocampo, Lillard porta Team LeBron a quota 170, quindi alla vittoria. Il 16 marzo, arriva il primo cinquantello della stagione (50 punti, 18-18 ai tiri liberi, 10 assist e 6 rimbalzi) contro i New Orleans Pelicans, completando anche una rimonta da 101-85 a favore dei Pelicans a 125-124 per i Blazers. Dopo un lungo periodo senza partite da 30+ punti, Lillard segna 38 punti in un'importante vittoria sui Lakers il 7 maggio 2021. Il 13 maggio, i Blazers con una vittoria sui Suns potrebbero qualificarsi ai playoffs, ma nonostante un Lillard da 41 punti, Portland perde 118-117 contro i Phoenix Suns. Il 16 maggio, l'ultima partita di regular season, Dame e i Blazers si qualificano alla post-season grazie ad una vittoria sui Denver Nuggets (poi loro avversari ai playoffs); in questa occasione, Lillard segna 22 punti.

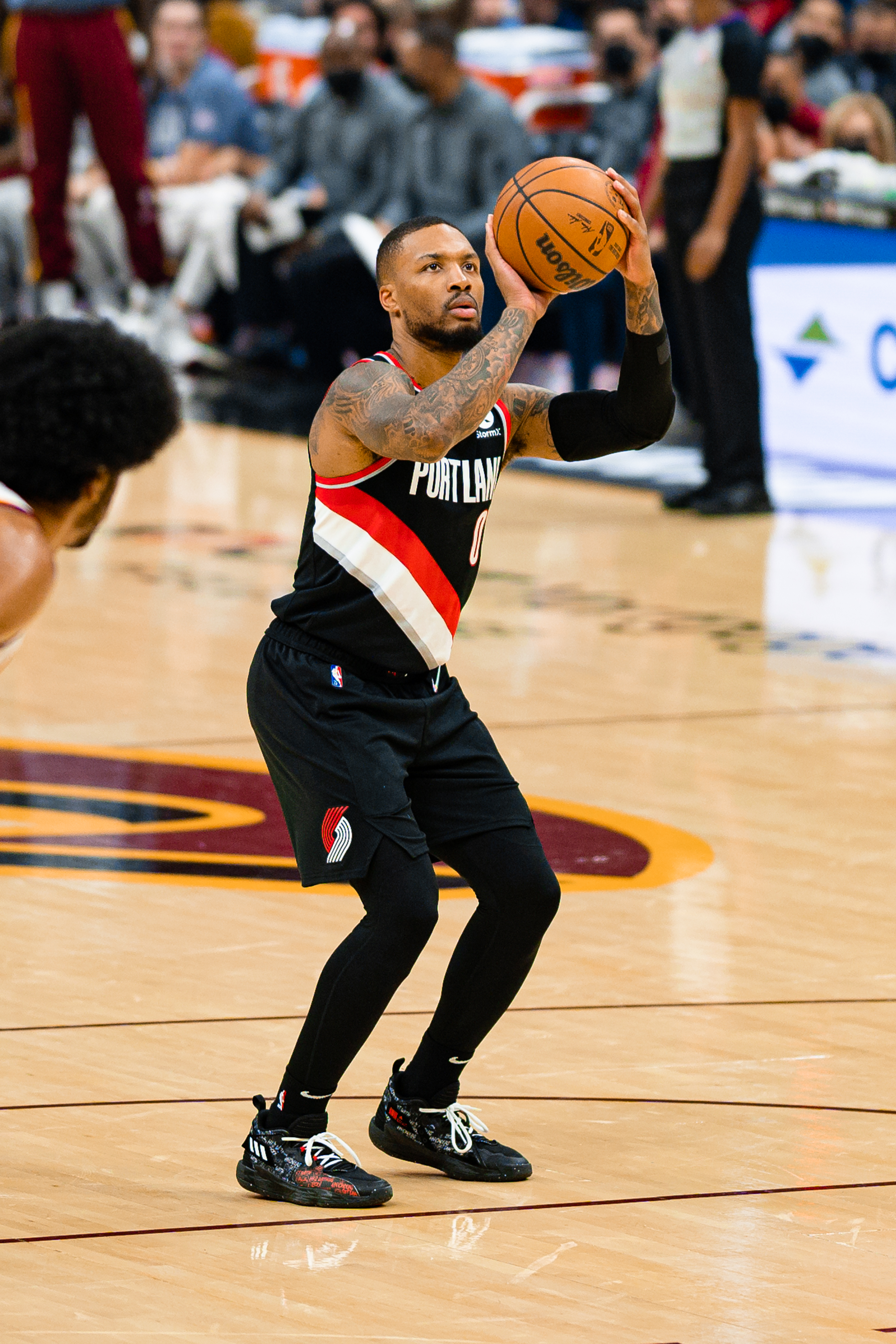
Lillard nel 2021

In gara 1, Lillard (34 punti, playoffs career-high 13 assist) guida i Blazers alla vittoria sui Nuggets; in gara 2 Denver pareggia la serie sull'1-1, nonostante il 42 di Lillard. Nella combattutissima gara 3, i Blazers (guidati ancora una volta da Dame con 37 punti) perdono ancora, finendo in svantaggio 2-1 nella serie con i Nuggets. In gara 4, vinta dai Blazers (quindi serie pareggiata sul 2-2), per Lillard ci sono soltanto 10 punti e una tripla. Gara 5 invece leggendaria per la guardia di Portland: 55 punti (playoffs career-high), 6 rimbalzi, 10 assist, 12 triple (record NBA per maggior numero di triple segnate in una singola partita di playoffs) e 3 stoppate, diventando il primo giocatore nella storia dell'NBA a chiudere con almeno 50 punti, 10 triple e 10 assist (regular season o playoffs); nonostante ciò, Denver batte Portland 147-140 dopo 2 overtime. In gara 6, si chiude la stagione di Lillard (28 punti) e dei Blazers con un'altra sconfitta subita dai Nuggets, che vincono la serie 4-2.
Viene nominato nell'All-NBA Second Team, dopo una stagione con 3 riconoscimenti di giocatore della settimana e convocazione all'All-Star Game.

##### 2021-2023
La decima stagione in carriera si interrompe dopo solo 29 gare, a causa di un infortunio all'addome che si portava avanti da circa 4 anni. Durante la sua assenza, il nuovo general manager Joe Cronin spedisce C.J. McCollum, compagno di Lillard da nove anni, ai New Orleans Pelicans in cambio di Josh Hart e una scelta al primo giro (poi passata agli Charlotte Hornets a seguito della qualificazione ai playoffs dei Pelicans). Nonostante Lillard venne inserito nella lista dei migliori 75 giocatori della storia, Portland non si qualificò ai playoffs.
Nell'offseason 2022, i Blazers e Damian Lillard si accordano per un'estensione di contratto che legherà Dame a Portland fino alla stagione 2025-2026 (con player option per la stagione 2026-2027). Il 21 dicembre 2022, nella sconfitta in casa degli Oklahoma City Thunder, diventa il miglior marcatore della storia dei Portland Trail Blazers, superando Clyde Drexler a quota 18400 punti segnati. Il 26 febbraio 2023 segna 71 punti contro gli Houston Rockets, firmando l’ottava miglior prestazione nella storia NBA, alla pari con Donovan Mitchell, oltre ad avere stabilito il record di realizzazioni per un giocatore dei Trail Blazers.

#### Milwaukee Bucks (2023-2025)
Il 27 settembre 2023 viene ceduto ai Milwaukee Bucks.
A fine giugno 2025 I Bucks tagliano il contratto di Lillard e il 18 Febbraio torna nella sua casa di Portland ai Blazers

### Nazionale
Inserito nella lista dei preconvocati per i Mondiali 2014 dagli Stati Uniti, il 16 agosto 2014 debutta con la selezione statunitense nell'amichevole contro il Brasile, giocando poco più di un minuto. Gioca un'altra partita (sempre amichevole) quattro giorni dopo contro la Rep. Dominicana, per poi venire tagliato dalla lista finale dei 12 convocati il 23 agosto.
Viene incluso tra i 30 preconvocati anche per le Olimpiadi 2016, salvo poi venire tagliato il 23 giugno a causa di una fascite plantare.
Il 6 aprile 2018 viene inserito nei 35 preconvocati del team USA per il biennio 2018-2020. Dopo essere stato confermato in rosa il 10 giugno 2019 in vista dei Mondiali in Cina, sembrava potesse essere lui la stella della squadra dopo i rifiuti di James Harden e Anthony Davis (oltre che del compagno a Portland McCollum), salvo rifiutare la chiamata il 23 luglio.
Il 10 febbraio 2020 viene ancora una volta inserito nella lista dei preconvocati, questa volta per le Olimpiadi 2020, poi rinviate per via della pandemia di COVID-19. Il 28 giugno 2021 viene inserito nella lista definitiva dei convocati per il torneo. Torna a giocare in nazionale dopo 7 anni l'11 luglio 2021 nella sconfitta per 90-87 in amichevole contro la Nigeria, in cui lui ha realizzato 14 punti. Nelle Olimpiadi gioca tutte e 6 le partite della sua nazionale (andando 4 volte in doppia cifra nelle realizzazioni), vincendo l'oro in finale contro la Francia, realizzando 11 punti nella suddetta partita. Il suo record di punti è stato di 21 nel successo per 120-66 contro l'Iran ai gironi.

## Statistiche
| * | Primo nella lega |

### NCAA
| Anno      | Squadra            | PG  | PT | MP   | TC%  | 3P%  | TL%  | RP  | AP  | PRP | SP  | PP   |
| --------- | ------------------ | --- | -- | ---- | ---- | ---- | ---- | --- | --- | --- | --- | ---- |
| 2008-2009 | Weber St. Wildcats | 31  | 26 | 29,4 | 43,4 | 37,4 | 84,1 | 3,9 | 2,9 | 1,1 | 0,2 | 11,5 |
| 2009-2010 | Weber St. Wildcats | 31  | 31 | 34,3 | 43,1 | 39,3 | 85,3 | 4,0 | 3,6 | 1,1 | 0,1 | 19,9 |
| 2010-2011 | Weber St. Wildcats | 10  | 9  | 28,5 | 43,8 | 34,5 | 85,7 | 3,8 | 3,3 | 1,4 | 0,2 | 17,7 |
| 2011-2012 | Weber St. Wildcats | 32  | 32 | 34,5 | 46,7 | 40,9 | 88,7 | 5,0 | 4,0 | 1,5 | 0,2 | 24,5 |
| Carriera  | Carriera           | 104 | 98 | 32,3 | 44,6 | 39,0 | 86,7 | 4,3 | 3,5 | 1,2 | 0,2 | 18,6 |

#### Massimi in carriera
- Massimo di punti: 41 vs San Jose State (3 dicembre 2011)[138]
- Massimo di rimbalzi: 12 vs Mayville State (19 dicembre 2011)
- Massimo di assist: 9 vs Southern Utah (10 dicembre 2011)
- Massimo di palle rubate: 4 (3 volte)
- Massimo di stoppate: 2 vs Montana (2 gennaio 2010)
- Massimo di minuti giocati: 50 vs Idaho State (16 gennaio 2010)

### NBA

#### Regular Season
| Anno      | Squadra             | PG  | PT  | MP    | TC%  | 3P%  | TL%  | RP  | AP  | PRP | SP  | PP   |
| --------- | ------------------- | --- | --- | ----- | ---- | ---- | ---- | --- | --- | --- | --- | ---- |
| 2012-2013 | Portland T. Blazers | 82  | 82  | 38,6  | 42,9 | 36,8 | 84,4 | 3,1 | 6,5 | 0,9 | 0,2 | 19,0 |
| 2013-2014 | Portland T. Blazers | 82  | 82  | 35,8  | 42,4 | 39,4 | 87,1 | 3,5 | 5,6 | 0,8 | 0,3 | 20,7 |
| 2014-2015 | Portland T. Blazers | 82  | 82  | 35,7  | 43,4 | 34,3 | 86,4 | 4,6 | 6,2 | 1,2 | 0,3 | 21,0 |
| 2015-2016 | Portland T. Blazers | 75  | 75  | 35,7  | 41,9 | 37,5 | 89,2 | 4,0 | 6,8 | 0,9 | 0,4 | 25,1 |
| 2016-2017 | Portland T. Blazers | 75  | 75  | 35,9  | 44,4 | 37,0 | 89,5 | 4,9 | 5,9 | 0,9 | 0,3 | 27,0 |
| 2017-2018 | Portland T. Blazers | 73  | 73  | 36,6  | 43,9 | 36,1 | 91,6 | 4,5 | 6,6 | 1,1 | 0,4 | 26,9 |
| 2018-2019 | Portland T. Blazers | 80  | 80  | 35,5  | 44,4 | 36,9 | 91,2 | 4,6 | 6,9 | 1,1 | 0,4 | 25,8 |
| 2019-2020 | Portland T. Blazers | 66  | 66  | 37,5* | 46,3 | 40,1 | 88,8 | 4,3 | 8,0 | 1,1 | 0,3 | 30,0 |
| 2020-2021 | Portland T. Blazers | 67  | 67  | 35,8  | 45,1 | 39,1 | 92,8 | 4,2 | 7,5 | 0,9 | 0,3 | 28,8 |
| 2021-2022 | Portland T. Blazers | 29  | 29  | 36,4  | 40,2 | 32,4 | 87,8 | 4,1 | 7,3 | 0,6 | 0,4 | 24,0 |
| 2022-2023 | Portland T. Blazers | 58  | 58  | 36,3  | 46,3 | 37,1 | 91,4 | 4,8 | 7,3 | 0,9 | 0,3 | 32,2 |
| 2023-2024 | Milwaukee Bucks     | 73  | 73  | 35,3  | 42,4 | 35,4 | 92,0 | 4,4 | 7,0 | 1,0 | 0,2 | 24,3 |
| 2024-2025 | Milwaukee Bucks     | 58  | 58  | 36,1  | 44,8 | 37,6 | 92,1 | 4,7 | 7,1 | 1,2 | 0,2 | 24,9 |
| Carriera  | Carriera            | 900 | 900 | 36,2  | 43,9 | 37,1 | 89,9 | 4,3 | 6,7 | 1,0 | 0,3 | 25,1 |
| All-Star  | All-Star            | 5   | 0   | 18,4  | 46,5 | 41,1 | 100  | 2,8 | 2,0 | 0,6 | 0,0 | 18,2 |

#### Play-off
| Anno     | Squadra             | PG | PT | MP    | TC%  | 3P%  | TL%  | RP  | AP   | PRP | SP  | PP   |
| -------- | ------------------- | -- | -- | ----- | ---- | ---- | ---- | --- | ---- | --- | --- | ---- |
| 2014     | Portland T. Blazers | 11 | 11 | 42,4  | 43,9 | 38,6 | 89,4 | 5,1 | 6,5  | 1,0 | 0,1 | 22,9 |
| 2015     | Portland T. Blazers | 5  | 5  | 40,2  | 40,6 | 16,1 | 78,1 | 4,0 | 4,6  | 0,4 | 0,0 | 21,6 |
| 2016     | Portland T. Blazers | 11 | 11 | 39,7  | 36,8 | 39,3 | 91,0 | 4,3 | 6,3  | 1,3 | 0,3 | 26,5 |
| 2017     | Portland T. Blazers | 4  | 4  | 37,8  | 43,3 | 28,1 | 96,0 | 4,5 | 3,3  | 1,3 | 0,5 | 27,8 |
| 2018     | Portland T. Blazers | 4  | 4  | 40,5  | 35,2 | 30,0 | 88,2 | 4,5 | 4,8  | 1,3 | 0,0 | 18,5 |
| 2019     | Portland T. Blazers | 16 | 16 | 40,6  | 41,8 | 37,3 | 83,3 | 4,8 | 6,6  | 1,7 | 0,3 | 26,9 |
| 2020     | Portland T. Blazers | 4  | 4  | 35,8  | 40,6 | 39,4 | 97,0 | 3,5 | 4,3  | 0,5 | 0,3 | 24,3 |
| 2021     | Portland T. Blazers | 6  | 6  | 41,3* | 46,3 | 44,9 | 94,0 | 4,3 | 10,2 | 1,0 | 0,7 | 34,3 |
| 2024     | Milwaukee Bucks     | 4  | 4  | 39,0  | 42,0 | 41,7 | 97,4 | 3,3 | 5,0  | 1,0 | 0,0 | 31,3 |
| 2025     | Milwaukee Bucks     | 3  | 3  | 25,0  | 22,2 | 18,8 | 85,7 | 2,7 | 4,7  | 0,7 | 0,7 | 7,0  |
| Carriera | Carriera            | 68 | 68 | 39,5  | 40,9 | 36,8 | 89,3 | 4,4 | 6,1  | 1,1 | 0,3 | 25,2 |

#### Massimi in carriera
- Massimo di punti: 71 vs Houston Rockets (26 febbraio 2023 - 8ª miglior Prestazione nella storia della NBA)[139]
- Massimo di rimbalzi: 18 vs Los Angeles Clippers (4 marzo 2015)
- Massimo di assist: 16 (3 volte)
- Massimo di palle rubate: 6 vs Golden State Warriors (19 febbraio 2016)
- Massimo di stoppate: 4 vs Charlotte Hornets (11 gennaio 2019)
- Massimo di minuti giocati: 58 vs Denver Nuggets (3 maggio 2019)

### Cronologia presenze e punti in Nazionale
| Cronologia completa delle presenze e dei punti in Nazionale - Stati Uniti | Cronologia completa delle presenze e dei punti in Nazionale - Stati Uniti | Cronologia completa delle presenze e dei punti in Nazionale - Stati Uniti | Cronologia completa delle presenze e dei punti in Nazionale - Stati Uniti | Cronologia completa delle presenze e dei punti in Nazionale - Stati Uniti | Cronologia completa delle presenze e dei punti in Nazionale - Stati Uniti | Cronologia completa delle presenze e dei punti in Nazionale - Stati Uniti | Cronologia completa delle presenze e dei punti in Nazionale - Stati Uniti |
| Data                                                                      | Città                                                                     | In casa                                                                   | Risultato                                                                 | Ospiti                                                                    | Competizione                                                              | Punti                                                                     | Note                                                                      |
| ------------------------------------------------------------------------- | ------------------------------------------------------------------------- | ------------------------------------------------------------------------- | ------------------------------------------------------------------------- | ------------------------------------------------------------------------- | ------------------------------------------------------------------------- | ------------------------------------------------------------------------- | ------------------------------------------------------------------------- |
| 16-8-2014                                                                 | Chicago                                                                   | Stati Uniti                                                               | 95 - 78                                                                   | Brasile                                                                   | Amichevole                                                                | 0                                                                         | [ 123 ]                                                                   |
| 20-8-2014                                                                 | Manhattan                                                                 | Stati Uniti                                                               | 105 - 62                                                                  | Rep. Dominicana                                                           | Amichevole                                                                | 7                                                                         | [ 124 ]                                                                   |
| 10-7-2021                                                                 | Las Vegas                                                                 | Stati Uniti                                                               | 87 - 90                                                                   | Nigeria                                                                   | Amichevole                                                                | 14                                                                        | [ 135 ]                                                                   |
| 12-7-2021                                                                 | Las Vegas                                                                 | Stati Uniti                                                               | 83 - 91                                                                   | Australia                                                                 | Amichevole                                                                | 22                                                                        | [ 140 ]                                                                   |
| 13-7-2021                                                                 | Las Vegas                                                                 | Stati Uniti                                                               | 108 - 80                                                                  | Argentina                                                                 | Amichevole                                                                | 13                                                                        | [ 141 ]                                                                   |
| 18-7-2021                                                                 | Las Vegas                                                                 | Stati Uniti                                                               | 83 - 76                                                                   | Spagna                                                                    | Amichevole                                                                | 19                                                                        | [ 142 ]                                                                   |
| 25-7-2021                                                                 | Saitama                                                                   | Francia                                                                   | 83 - 76                                                                   | Stati Uniti                                                               | Olimpiadi 2020 - 1º turno                                                 | 11                                                                        | [ 143 ]                                                                   |
| 28-7-2021                                                                 | Saitama                                                                   | Stati Uniti                                                               | 120 - 66                                                                  | Iran                                                                      | Olimpiadi 2020 - 1º turno                                                 | 21                                                                        | [ 137 ]                                                                   |
| 31-7-2021                                                                 | Saitama                                                                   | Stati Uniti                                                               | 119 - 84                                                                  | Rep. Ceca                                                                 | Olimpiadi 2020 - 1º turno                                                 | 8                                                                         | [ 144 ]                                                                   |
| 3-8-2021                                                                  | Saitama                                                                   | Spagna                                                                    | 81 - 95                                                                   | Stati Uniti                                                               | Olimpiadi 2020 - Quarti di finale                                         | 11                                                                        | [ 145 ]                                                                   |
| 5-8-2021                                                                  | Saitama                                                                   | Stati Uniti                                                               | 97 - 78                                                                   | Australia                                                                 | Olimpiadi 2020 - Semifinale                                               | 5                                                                         | [ 146 ]                                                                   |
| 7-8-2021                                                                  | Saitama                                                                   | Francia                                                                   | 82 - 87                                                                   | Stati Uniti                                                               | Olimpiadi 2020 - Finale                                                   | 11                                                                        | [ 136 ]                                                                   |
| Totale                                                                    |                                                                           | Presenze                                                                  | 12                                                                        |                                                                           | Punti                                                                     | 142                                                                       |                                                                           |

## Palmarès

### Squadra

#### NBA
- NBA In-Season Tournament: 1

Milwaukee Bucks: 2024

### Individuale

#### Premi NBA
- Rookie dell'anno: 1

2012-13
- NBA All-Rookie First Team: 1

2012-2013
- MVP dell'All-Star Game: 1

2024
- Partecipazioni all'All-Star Game: 8

2014, 2015, 2018, 2019, 2020, 2021, 2023, 2024
- NBA Skills Challenge: 2

2013, 2014
- NBA Three-point Shootout: 2

2023, 2024
- All-NBA Team: 7

First Team: 2018
Second Team: 2016, 2019, 2020, 2021
Third Team: 2014, 2023
- Record NBA per triple segnate in una partita di Playoff: 12 vs Denver Nuggets (2 giugno 2021)
- Quarantaduesimo miglior marcatore di sempre sommando ABA e NBA
- Trentasettesimo miglior marcatore di sempre NBA
- Quarantunesimo per numero di assist di sempre NBA
- Inserito nel NBA 75th Anniversary Team
- Twyman-Stokes Teammate of the Year Award: 1

2020-21
- J. Walter Kennedy Citizenship Award (2019)

#### College
- Big Sky Conference Player of the Year: 2

2009-2010, 2011-2012
- NCAA AP All-America Third Team (2012)

## Fuori dal campo

### Merchandising
Nel 2012 ha stipulato un accordo con Adidas, successivamente rinegoziato con l'azienda tedesca il 14 aprile 2014 da 100 milioni di dollari in 10 anni. Ha una sua marca di scarpe nota come Adidas Dame.

### Carriera da rapper
Nel 2015 ha iniziato la sua carriera da rapper con il nome d'arte Dame Dolla pubblicando il suo primo singolo Soldier in The Game. Il 15 luglio 2016, in occasione del suo 26º compleanno, si è esibito per la prima volte in live al Crystal Ballroom di Portland. Il 21 ottobre 2016 ha pubblicato il suo primo album The Letter O. Il 6 ottobre 2017 ha pubblicato il suo secondo album intitolato Confirmed.
Nel 2019 pubblica il suo terzo album Big D.O.L.L.A. in cui compare tra le featuring il famoso rapper Lil Wayne.
Il suo rapper preferito è Tupac Shakur, che lui omaggia nel suo secondo album, oltre a essersi ispirato a Notorious B.I.G. e Nas.

### Discografia

#### Album
| Titolo       | Dettagli dell'album                                                                     | Peak chart positions | Peak chart positions | Peak chart positions |
| Titolo       | Dettagli dell'album                                                                     | US                   | USIndie              | USR&B/HH             |
| ------------ | --------------------------------------------------------------------------------------- | -------------------- | -------------------- | -------------------- |
| The Letter O | - Pubblicato: 21 ottobre 2016 - Etichetta: Front Page Music - Formato: Digital download | 119                  | 13                   | 7                    |
| Confirmed    | - Pubblicato: 6 ottobre 2017 - Etichetta: Front Page Music - Formato: Digital download  | —                    | 18                   | —                    |

#### Singoli

##### Da artista principale
| Titolo                                   | Album                                | Anno |
| ---------------------------------------- | ------------------------------------ | ---- |
| Bigger Than Us (ft. Paul Rey)            | Singolo non incluso in nessun album  | 2015 |
| Run It Up (ft. Lil Wayne)                | Confirmed                            | 2017 |
| Shot Clock (ft. Dupre)                   | Singolo non incluso in nessun album  | 2017 |
| Kobe (ft. Derrick Milano and Snoop Dogg) | Different On Levels the Lord Allowed | 2020 |

##### Collaborazioni
| Titolo                                         | Album                               | Anno |
| ---------------------------------------------- | ----------------------------------- | ---- |
| I Wish I Could Tell You (ft. Brookfield Duece) | Singolo non incluso in nessun album | 2015 |